# Школьный (Ленинск-Кузнецкий район)
Шко́льный — посёлок в Ленинск-Кузнецком районе Кемеровской области. Входит в состав Драченинского сельского поселения.

## География
Центральная часть населённого пункта расположена на высоте 169 м над уровнем моря.

## Население
| 2010 |
| ---- |
| 52   |

### Половой состав
По данным Всероссийской переписи населения 2010 года, в посёлке Школьный проживало 52 человека (24 мужчины, 28 женщин).